# Alte Chirurgie

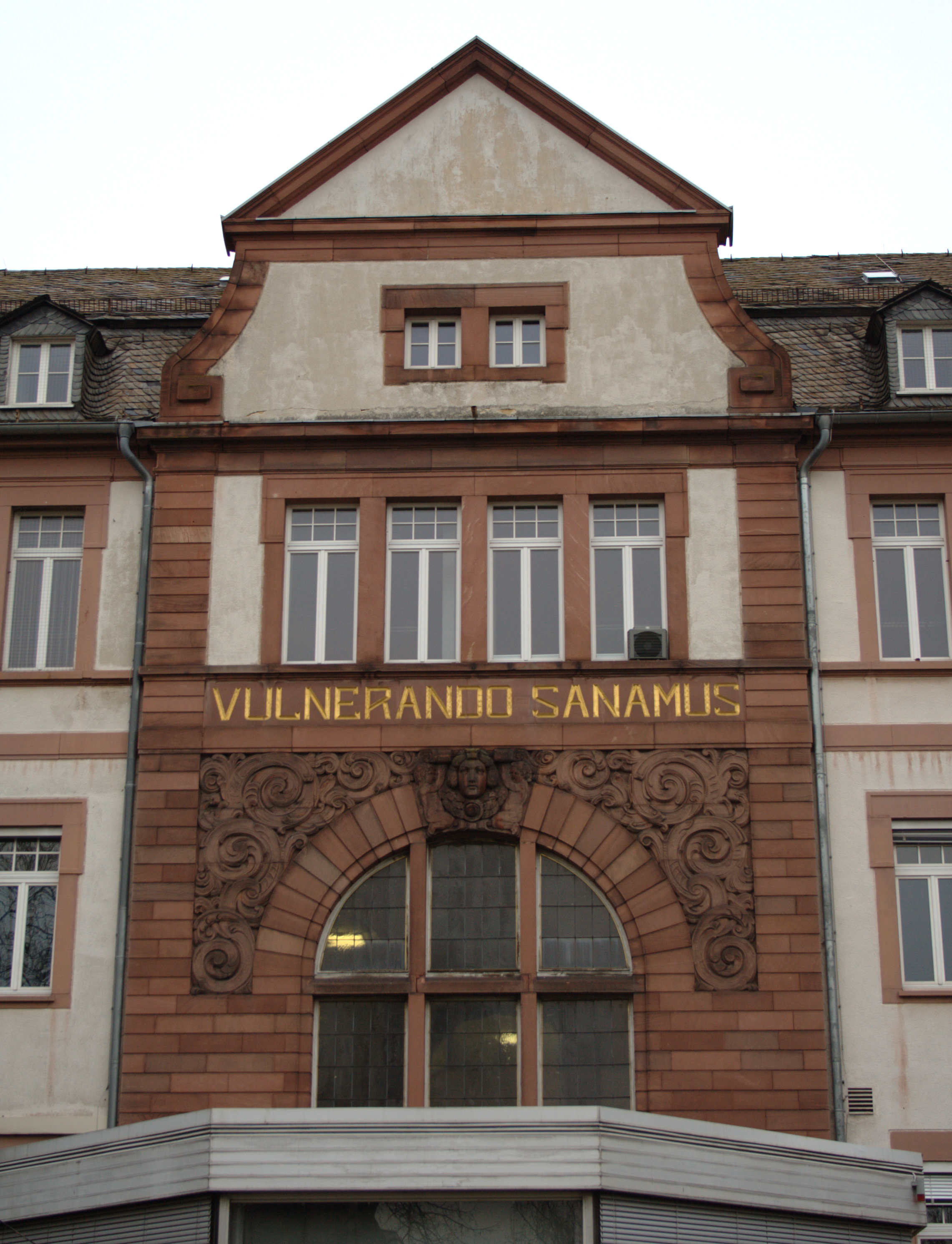
Fassade des Gebäudes vor dem Umbau mit der Aufschrift VULNERANDO SANAMUS

Die Alte Chirurgie bzw. ehemalige Chirurgische Klinik ist ein denkmalgeschütztes Gebäude im Klinikviertel auf dem Gießener Seltersberg, das seit 2016 als Medizinisches Lehrzentrum (MLZ) der Justus-Liebig-Universität Gießen Lehrräume und das Dekanat des Fachbereichs Medizin beinhaltet. Das zeitlich dem Jugendstil zuzuordnende Gebäude mit der Adresse Klinikstraße 29 stammt aus dem Jahr 1907.

## Geschichte
Der Gebäudekomplex der Chirurgie war ursprünglich wie ein Barockschloss axialsymmetrisch angelegt und auf die Mittelachse der Augenklinik ausgerichtet. Beim historisierenden Hauptbau handelt es sich um ein in den Seitenpartien zweigeschossiges, im Mitteltrakt dreigeschossiges, repräsentatives Gebäude mit hohem verschiefertem Mansardendach. Es finden sich stilistische Anlehnungen an Barock und Klassizismus. Über dem inzwischen partiell veränderten Grundriss erhebt sich der durchgängige, aus unregelmäßig großen Lungsteinen gebildete Sockel. Die hellen Putzflächen werden von rötlichen Sandsteinlisenen unterbrochen. Die Fenster sind unterschiedlich groß und durch Sprossen geteilt. Besonders auffällig ist der Eingangsbereich, bei dem das von Rankschmuck eingefasste zentrale Rundbogenfenster dominiert. Darüber steht in Jugendstillettern der Satz „VULNERANDO SANAMUS“ (Wir heilen, indem wir verwunden). Das Ensemble ist ein Kulturdenkmal „aus künstlerischen, städtebaulichen und universitätsgeschichtlichen Gründen“.

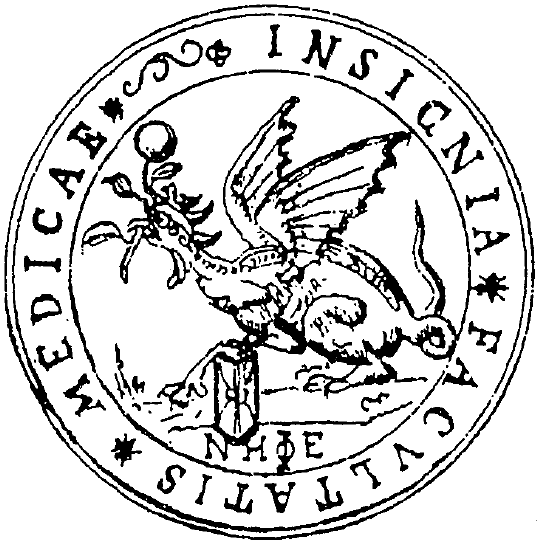
Siegel der Medizinischen Fakultät

## Umbau
Im Januar 2014 begann der Umbau des klinischen Gebäudes zu einem Medizinischen Lehrzentrum (MLZ) mit Funktions- und Verwaltungsnutzung. Danach betrug die Bruttogrundfläche 10.558 m², der Brutto-Rauminhalt 42.938 m³. Die Baukosten beliefen sich auf 18,265 Millionen Euro, zu denen eine Ersteinrichtung in Höhe von 0,93 Millionen Euro kam. Sie wurden zum Großteil aus dem „HEUREKA“-Programm des Landes Hessen finanziert, das Universitätsklinikum Gießen und Marburg (UKGM) beteiligte sich mit 3,35 Millionen Euro. Das Projekt wurde im Juli/August 2016 fertig gestellt und zunächst durch das Dekanat bezogen. Die Aufnahme des Lehrbetriebs erfolgte mit Beginn des Wintersemesters 2016/17. Auf einer Nutzfläche von 4.420 Quadratmetern wurden neben Aufenthaltsbereichen und Seminarräumen Räume für das Eigenstudium, Simulationseingriffsräume und Räumlichkeiten für Studierende im Praktischen Jahr untergebracht. Durch eine Erweiterung wurden zwei Hörsäle ergänzt, in denen 200 bzw. 320 Studierende Platz finden. Ziel der Konzentration der Lehr- und Dekanatsflächen in einem Gebäude ist es, die Wege zu den medizinischen Fächern, dem „Forschungsgebäude Medizin“ sowie dem Gebäudekomplex des UGKM zu verkürzen.